# Phyllophorina
Phyllophorina är ett släkte av insekter. Phyllophorina ingår i familjen vårtbitare.
Kladogram enligt Catalogue of Life:
| Phyllophorina | \| \| Phyllophorina bakeri \| \| \| \| \| \| Phyllophorina kotoshoensis \| \| \| \| \| \| Phyllophorina philippinica \| \| \| \| |
|               | \| \| Phyllophorina bakeri \| \| \| \| \| \| Phyllophorina kotoshoensis \| \| \| \| \| \| Phyllophorina philippinica \| \| \| \| |
|               | Phyllophorina bakeri |
|               | |
|               | Phyllophorina kotoshoensis |
|               | |
|               | Phyllophorina philippinica |
|               | |